# Reggia di Portici

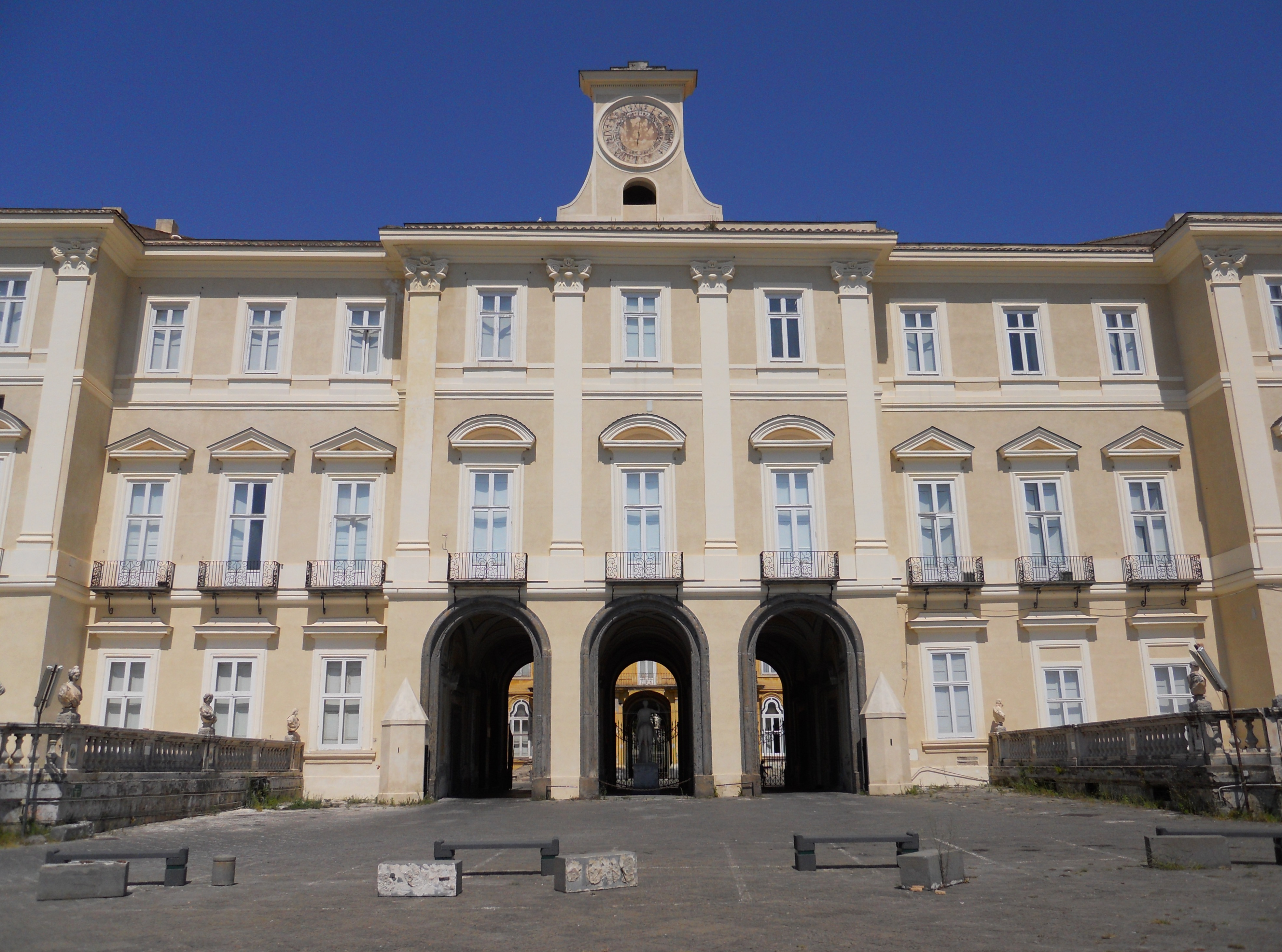
Fachada da Reggia di Portici

O Reggia di Portici (Palácio Real de Portici) é uma residência histórica, mandada construir pelo soberano Carlos III como palácio Real para os Bourbon de Nápoles antes da construção do mais imponente Reggia di Caserta.
Fica situado em Portici, comuna localizada às portas de Nápoles, no interior de um amplo parque dotato de um jardim à inglesa e de um anfiteatro.

## História
Ao que parece, o soberano Carlos III e a sua consorte, Maria Amália da Saxónia, em visita ao palácio de um aristocrata local, ficaram favoravelmente impressionados com amenidade do lugar, pelo que decidiram mandar construir, pouco tempo depois, um palácio que pudesse acolhe-los como residência oficial.
O início dos trabalhos teve início em 1738, segundo um projecto arquitectónico encomendado a Antonio Canevari, chamado de novo à Itália pelo próprio Carlos III para dar seguimento, juntamente com outros arquitectos de fama na época, ao seu ambicioso programa de obra públicas e de representação no Reino de Nápoles.
Entre os restantes artistas que trabalharam para a construção régia merecem destaque o pintor Giuseppe Bonito, que decorou as salas do palácio, e o escultor Joseph Canart que, operando com mármore de Carrara, organizou as obras escultóricas do parque Real.
Uma série de palácios e de residências nobres preexistentes (e expropriadas) foi a base arquitectónica para a realização do palácio Real; os trabalhos comportaram, também, uma série de escavações que permitiram encontrar numerosas obras de arte com valor arqueológico, entre as quais um verdadeiro templo com 24 colunas de mármore. Tais obras foram ordenadas temporariamente num museu organizado para a ocasião, o Museu de Portici, anexo à "Accademia Ercolanense", lugar de depósito dos achados provenientes das escavações de Herculano.
A realização do novo palácio Real, de dimensões não muito vastas, estimulou a construção de numerosas residências históricas na vizinhança (a Ville Vesuviane - Cidade Vesuviana - nasceu com a finalidade de acolher a Corte Real que não podia ser plenamente hospedada no Reggia Portici).
Em 1799 ocorreu a pilhagem do palácio às mãos de Fernando I das Duas Sicílias, o qual fugiu em direcção a Palermo para escapar aos franceses.
Gioacchino Murat mobilou de novo o palácio com mobiliário francês e com um gosto impressionante e um notável luxo. Durante o reinado de Fernando II, o palácio hospedou até o Papa Pio IX.
Com o passar dos anos, o palácio tornou-se, progressivamente, num lugar cada vez menos frequentado, perdendo importância a favor do Reggia di Caserta e do Reggia di Capodimonte.
Actualmente o Reggia di Portici hospeda a sede da Faculdade Agrária da Universidade de Nápoles Federico II.

## Arquitectura

### O palácio
O Reggia di Portici, de planta quadrangular, apresenta uma ampla e majestosda fachada terraçada e munida de balaústres. O átrio, ao qual se acede por um portão de ferro, graças à chamada Strada delle Calabrie (actual via Università), a qual dividia o parque em dois, é sustentada por nove arcadas com pilastras.
o pátio do palácio, que na prática é semelhante a uma verdadeira esplanada, apresenta no seu lado esquerdo a Caserma delle Guardie Reali (Caserna da Guarda Real) e a Cappella Palatina (Capela Paltina - 1749), enquanto que uma majestosa escadaria (1741) conduz ao vestíbulo do primeiro andar, onde se encontra o apartamento de Carolina Bonaparte.
É de destacar o ricamente decorado salão Luís XIV e o boudoir da Rainha Maria Amália da Saxónia, o último com as paredes decoradas em Porcelana de Capodimonte, da qual a soberana era especialista.

### O parque
O parque do Reggia di Portici, ampliado até adquirir uma extensão notável (ia praticamente desde a zona de Pugliano, do lado do Vesúvio até abaixo de Granatello, em direcção ao mar), é subdividido numa zona superior e noutra inferior.
Amplas avenidas contornando o jardim à inglesa servem de fundo às obras de arte, entre as quais se encontram a Fontana delle Sirene (Fonte da Sereia), o Chiosco di Re Carlo (Caramanchão do Rei Carlos), a Fontana dei Cigni (Fonte dos Cisnes) e, por fim, um anfiteatro.
No interior do parque foi, ainda, organizado um zoo com animais de espécies exóticas, os quais o rei Fernando I desejou trazer do estrangeiro.